# راینر بلات
راینر بلات (انگلیسی: Rainer Blatt؛ زادهٔ ۸ سپتامبر ۱۹۵۲) دانشمند در زمینه فیزیک‌دان اهل آلمان است.
وی همچنین برندهٔ جوایزی همچون جایزه اروین شرودینگر شده‌است.